# جون غيلروي (لاعب كرة قاعدة)
جون غيلروي (بالإنجليزية: John Gilroy)‏ هو لاعب كرة قاعدة أمريكي، ولد في 26 أكتوبر 1869، وتوفي في 4 أغسطس 1897 في نورفولك في الولايات المتحدة.